# Bahnhof Markt Schwaben

Der Bahnhof Markt Schwaben ist eine Betriebsstelle der Bahnstrecken München–Simbach und Markt Schwaben–München Flughafen. Er liegt in der oberbayerischen Marktgemeinde Markt Schwaben. Die Königlich Bayerischen Staatseisenbahnen nahmen den Bahnhof Schwaben 1871 mit der Hauptbahn von München nach Simbach in Betrieb. Mit der Eröffnung der abzweigenden Vizinalbahn nach Erding wurde er 1872 zum Trennungsbahnhof. Seit 1972 ist er eine Station der S-Bahn München.

## Lage
Der Bahnhof befindet sich nordwestlich des Ortszentrums von Markt Schwaben, etwa 500 Meter vom Schloss Schwaben und der Kirche St. Margaret entfernt. Die Gleisanlagen verlaufen von Südwesten nach Nordosten durch das Ortsgebiet. Im Südosten wird das Bahnhofsgelände durch die Bahnhofstraße begrenzt, die den Bahnhof mit dem Ortszentrum verbindet, weiter südlich fließt der Hennigbach in etwa parallel zu den Gleisen durch den Ort. Im Osten des Bahnhofs unterquert die Finsinger Straße die Gleisanlagen durch eine Unterführung. Im westlichen Bahnhofsbereich werden die Gleisanlagen durch eine Fußgängerbrücke und die Unterführung der Geltinger Straße gequert.
Der Bahnhof liegt an Kilometer 21,091 der Hauptbahn von München Ost über Mühldorf nach Simbach (Streckennummer 5600). Die Strecke ist im Abschnitt zwischen München und Markt Schwaben zweigleisig und elektrifiziert, ab dem Bahnhof Markt Schwaben nur noch eingleisig und nicht elektrifiziert. Am Bahnhof Markt Schwaben beginnt mit Streckenkilometer 0,0 die eingleisige und elektrifizierte Hauptbahn nach Erding (Streckennummer 5601), die am Ostende des Bahnhofs, am nördlichen Ortsrand von Markt Schwaben, von der Strecke nach Simbach abzweigt.

## Geschichte
Bei der Projektierung der Bahnstrecke München–Simbach plante die Generaldirektion der königlich bayerischen Verkehrsanstalten für den Ort Schwaben mit 757 Einwohnern einen Zwischenbahnhof für Zugkreuzungen ein. Als mögliche Abzweigstation für zukünftige Strecken nach Erding und Ebersberg sollte der Bahnhof nach dem Hochbauprogramm von 1867 groß ausgelegte Hochbauten nach dem Vorbild des Bahnhofs Dachau erhalten. Als Kosten für die Errichtung der Stationsanlagen in Schwaben veranschlagte die Generaldirektion im September 1869 insgesamt 44.060 Gulden. Für den Bahnbau musste die Straße von Schwaben nach Finsing nach Osten verschwenkt werden und querte die Gleise fortan am östlichen Stationsende mit einem Bahnübergang.

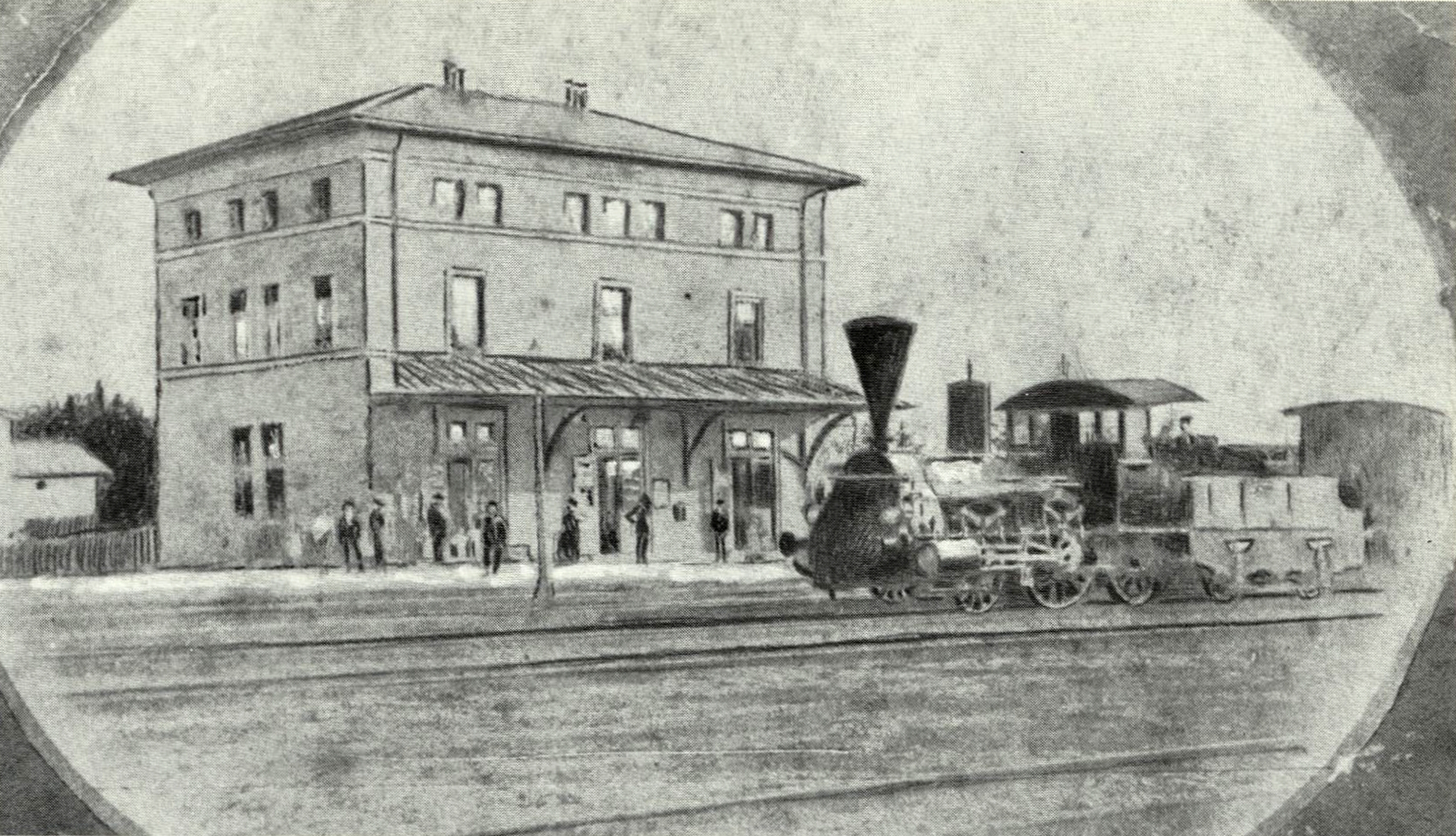
Empfangsgebäude vor Errichtung der Seitenflügel (um 1875)

Am 1. Mai 1871 nahmen die Königlich Bayerischen Staatseisenbahnen den Bahnhof Schwaben mit dem Streckenabschnitt von München nach Neuötting in Betrieb. Er war als Expedition I. Classe mit Postdienst eingestuft und Sitz einer Bahnmeisterei. An Hochbauten verfügte der Bahnhof über ein dreigeschossiges Empfangsgebäude, zwei Abortgebäude, einen Güterschuppen, ein Dienstwohngebäude und zwei Wechselwärterhäuser an den Einfahrweichen. Als Wasserstation war der Bahnhof zudem mit einem Wasserhaus nördlich der Gleise ausgestattet. Die Gleisanlagen bestanden aus zwei Hauptgleisen mit Bahnsteigen und der Ortsgüteranlage im Westen der Station.
Im Mai 1871 begann der Bau der in Schwaben abzweigenden Vizinalbahn nach Erding. Für den Betrieb der Vizinalbahn erhielt der Bahnhof Schwaben ein drittes Hauptgleis mit Bahnsteig, ein Umfahrgleis und eine Drehscheibe östlich des Wasserhauses. Am 16. November 1872 nahmen die Bayerischen Staatseisenbahnen die Strecke Schwaben–Erding in Betrieb.
1883 errichteten die Bayerischen Staatseisenbahnen ein zusätzliches Ausweichgleis zwischen dem Empfangsgebäude und dem durchgehenden Hauptgleis, indem sie ein Stumpfgleis am Güterschuppen zum östlichen Bahnhofskopf durchbanden. 1895 wurde das östliche Abortgebäude abgebrochen und an seiner Stelle ein Postamt errichtet, das den bisher im Empfangsgebäude untergebrachten Postdienst übernahm.
Ab dem 1. Mai 1897 war der Bahnhof Schwaben Endpunkt des aus München Ost kommenden Vorortverkehrs, der zu einem starken Anstieg der Fahrgastzahlen führte. Die Zahl der in Schwaben verkauften Fahrkarten erhöhte sich von 29.821 im Betriebsjahr 1896 auf 68.763 im Betriebsjahr 1899. Ab 1897 stuften die Bayerischen Staatseisenbahnen den Bahnhof Schwaben als Station II. Klasse ein. Im Zuge der Centralisirung wurde der Bahnhof von 1902 bis 1903 mit mechanischen Stellwerken ausgerüstet. Zeitgleich richteten die Bayerischen Staatsbahnen eine zusätzliche Weichenverbindung von Gleis 1 zum Ortsladegleis ein, das dadurch nun beidseitig angebunden war.
Bis 1911 bauten die Bayerischen Staatseisenbahnen die Strecke von München Ost bis Schwaben zweigleisig aus. Im Zuge des Ausbaus ersetzten sie den Bahnübergang der Geltinger Straße am Westende des Bahnhofs Schwaben durch eine Straßenunterführung. Um 1919 wurde die Drehscheibe im Norden des Bahnhofs zurückgebaut und an ihrer Stelle ein weiteres Abstellgleis verlegt.
Nachdem die Gemeinde 1922 den Namen Markt Schwaben erhalten hatte, benannte die Deutsche Reichsbahn den Bahnhof Schwaben bis 1925 ebenfalls in Markt Schwaben um.
Die Deutsche Bundesbahn stattete den Bahnhof 1967 anstelle der bisherigen mechanischen Stellwerke mit einem neuen Drucktastenstellwerk aus. Für den geplanten S-Bahn-Betrieb wurde der Bahnhof ab 1969 umgebaut. Er erhielt zwei neue Mittelbahnsteige, die über einen Personentunnel angebunden wurden. Mit der Elektrifizierung der Strecken München–Markt Schwaben und Markt Schwaben–Erding rüstete die Deutsche Bundesbahn die Gleisanlagen des Bahnhofs mit Oberleitungen aus und nahm am 27. September 1970 den elektrischen Betrieb auf. Am 28. Mai 1972 wurde der S-Bahn-Betrieb aufgenommen.
1983 hob die Deutsche Bundesbahn den verbliebenen Bahnübergang der Finsinger Straße am Ostende des Bahnhofs auf und ersetzte ihn durch eine von 1978 bis 1983 weiter westlich errichtete Straßenunterführung.
Nördlich der Gleisanlagen entstand von 2006 bis 2007 ein dreigeschossiges P+R-Parkhaus mit 326 Stellplätzen. Am 17. Dezember 2009 weihte die Gemeinde Markt Schwaben im Westen des Bahnhofs nach zehnmonatiger Bauzeit eine Fußgängerbrücke über die Gleisanlagen ein, die die Bahnhofstraße mit dem Ortsteil Burgerfeld nördlich der Gleise verbindet. Bis 2010 erneuerte die Deutsche Bahn die Überführung über die Geltinger Straße im Westen des Bahnhofs und erweiterte sie dabei für einen geplanten viergleisigen Ausbau zwischen München und Markt Schwaben.

## Aufbau

### Empfangsgebäude

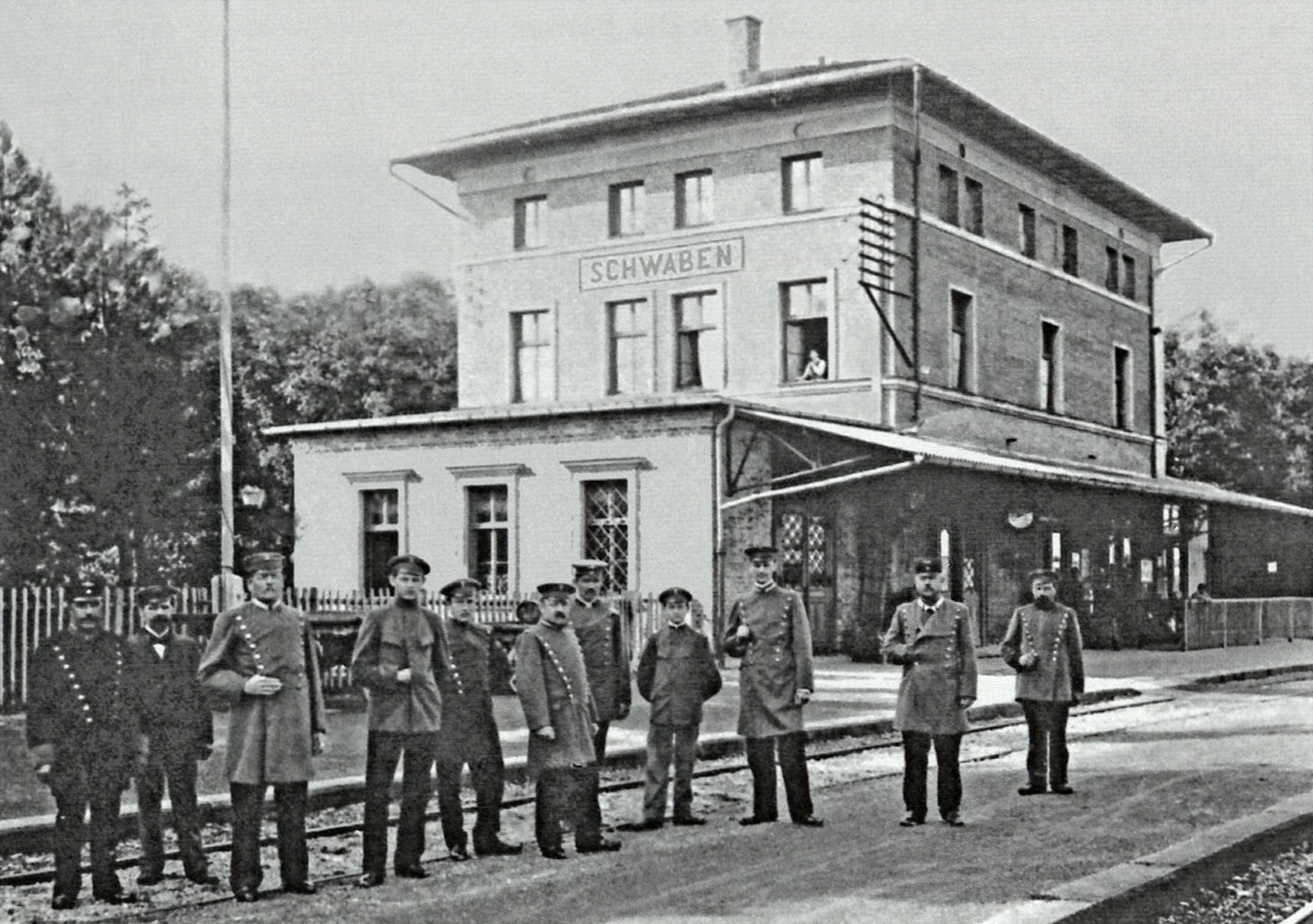
Empfangsgebäude mit Stationspersonal (1902)

Das Betriebshauptgebäude der Station Schwaben wurde bis 1871 südlich der Gleisanlagen, in einem Abstand von 13 Metern zum durchgehenden Hauptgleis, errichtet. Es ist ein dreigeschossiger Backsteinbau mit flachem Walmdach auf einer Grundfläche von ursprünglich 15,50 m × 10,50 m. Im Erdgeschoss waren eine Vorhalle mit Fahrkartenschalter, ein Wartesaal erster und zweiter Klasse, ein Wartesaal dritter Klasse und ein Büro für den Stationsvorstand (Expedition) untergebracht. In den beiden Obergeschossen befanden sich Dienstwohnungen für das Bahnpersonal. Auf der Gleisseite des Gebäudes ist ein als Pultdach ausgeführtes Bahnsteigvordach angebracht.
1883 bauten die Bayerischen Staatseisenbahnen auf der Westseite einen eingeschossigen Seitenflügel an, in den sie den Wartesaal dritter Klasse verlegten. 1902 erhielt das Empfangsgebäude einen weiteren Seitenflügel auf der Ostseite, der symmetrisch zum Westflügel angelegt wurde. Der Ostflügel nahm das neue Befehlsstellwerk und die Diensträume für den Stationsvorstand und den Schalterbeamten auf. Später wurden darin Aufenthaltsräume für Rangierer und Kleinlokfahrer untergebracht. Bis 1967 entstand auf der Gleisseite unter dem Vordach ein Stellwerksvorbau für das Drucktastenstellwerk.

### Weitere Hochbauten

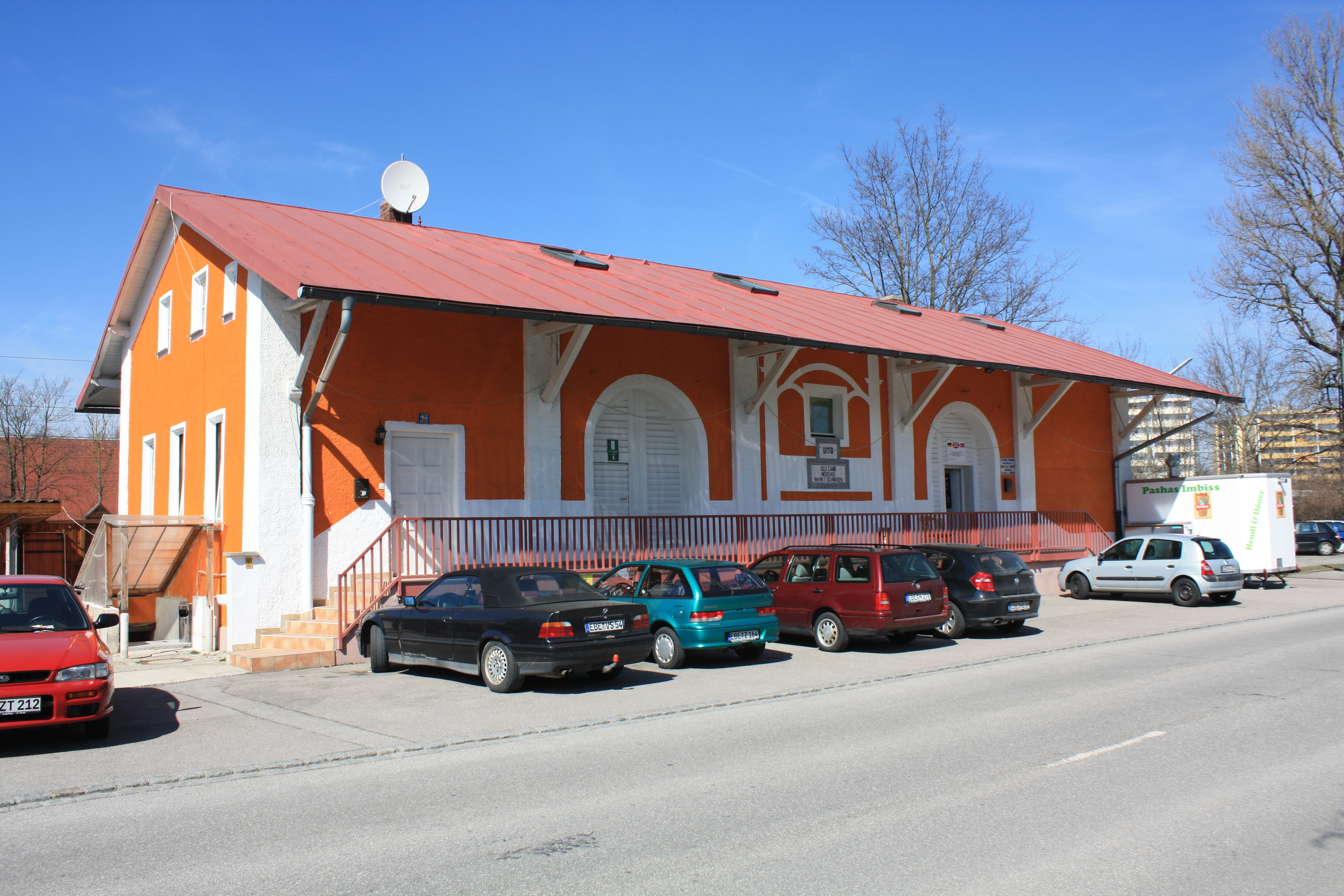
Ehemaliger Güterschuppen (2010)

Etwa 80 Meter nordöstlich des Empfangsgebäudes errichteten die Königlich Bayerischen Staatseisenbahnen ein dreigeschossiges Dienstwohngebäude mit flachem Walmdach. Zwischen dem Empfangsgebäude und dem Dienstwohngebäude wurde von 1895 bis 1896 für 22.400 Mark das zweigeschossige Postgebäude mit Mansardwalmdach errichtet, das im Erdgeschoss das Postbüro und im Obergeschoss Dienstwohnungen enthielt. Bis zum 3. April 2018 wurde es durch eine Postfiliale genutzt.
Der Güterschuppen südwestlich des Empfangsgebäudes ist ein Satteldachbau mit runden Schiebetüren, dessen Fassade durch Pilaster und Ecklisenen gegliedert ist. Er wird seit 2000 als Moschee genutzt.
Die beiden Wechselwärterhäuser an den Einfahrweichen wurden nach einem für die Strecke München–Simbach einheitlichen Baumuster als eingeschossige Satteldachbauten in Sichtziegelbauweise auf einer Grundfläche von 10 m × 6,20 m errichtet. Das westliche Wärterhaus befand sich auf der Nordseite der Gleise, das östliche Wärterhaus ist erhalten und steht auf der Südseite.
Auf der Nordseite der Gleise stand gegenüber dem Empfangsgebäude das Wasserhaus zur Wasserversorgung der Dampflokomotiven, von dem Rohrleitungen zu zwei Wasserkränen im Osten und Westen der Station führten. Das Wasserhaus wurde Ende der 1990er Jahre abgebrochen.

### Gleisanlagen und Bahnsteige
Nach der Eröffnung der Vizinalbahn nach Erding verfügte der Bahnhof Schwaben ab 1872 über drei Hauptgleise. Das durchgehende Hauptgleis lag am 200 Meter langen Hausbahnsteig; nördlich davon lagen zwei Ausweichgleise mit Nutzlängen von 528 und 363 Metern, die mit Zwischenbahnsteigen von 202 und 162 Metern Länge ausgestattet waren. Das nördliche Ausweichgleis diente zugleich den Zügen nach Erding und verfügte dafür um ein 209 Meter langes Umfahrgleis. Nördlich der Bahnsteige befand sich östlich des Wasserhauses die beidseitig angebundene Drehscheibe mit 11 Metern Durchmesser, von der drei Ladestutzen abzweigten. Im westlichen Bahnhofsbereich lagen, einseitig nach Westen angebunden, ein Abstellgleis und die Ortsgüteranlage, in der jeweils ein Stumpfgleis zum Güterschuppen, zur Kopf- und Seitenrampe und zur Ladestraße mit Gleiswaage führte.
Nach mehreren Erweiterungen waren ab 1919 fünf Hauptgleise vorhanden, die sich am Hausbahnsteig und vier höhengleich erreichbaren Zwischenbahnsteigen befanden. Gleis 1 diente den in Schwaben endenden Vorortzügen von und nach München Ost sowie als Überhol- und Ausweichgleis, von Gleis 2 fuhren die Züge in Richtung Mühldorf, von Gleis 3 die Züge von Mühldorf nach München und von den Gleisen 4 und 5 die Züge von und nach Erding. Nördlich der Bahnsteige lagen zwei beidseitig angebundene Abstellgleise für die Wagen der Nahgüterzüge. Die weitgehend unveränderte Ortsgüteranlage war nun beidseitig an Gleis 1 angebunden.
Seit dem Umbau für den S-Bahn-Betrieb ist der Bahnhof Markt Schwaben mit zwei 76 Zentimeter hohen, teilweise überdachten Mittelbahnsteigen an den Gleisen 1 bis 4 ausgestattet. Durch einen über Treppen erreichbaren Personentunnel sind die Bahnsteige mit dem Bahnhofsvorplatz und der Nordseite der Gleise verbunden. Nördlich der Bahnsteige liegt das bahnsteiglose Hauptgleis 5. Westlich des nördlichen Mittelbahnsteigs befindet sich ein einseitig an Gleis 3 und 4 angebundenes Abstellgleis für S-Bahn-Garnituren mit einer Nutzlänge von 238 Metern. Die Weichen zu den Ladegleisen sind inzwischen zurückgebaut.
| Vorlage:Panorama/Wartung/Bildbeschreibung fehlt Vorlage:Panorama/Wartung/Bildbeschreibung fehlt Vorlage:Panorama/Wartung/Bildbeschreibung fehlt |

### Stellwerke und Signalanlagen

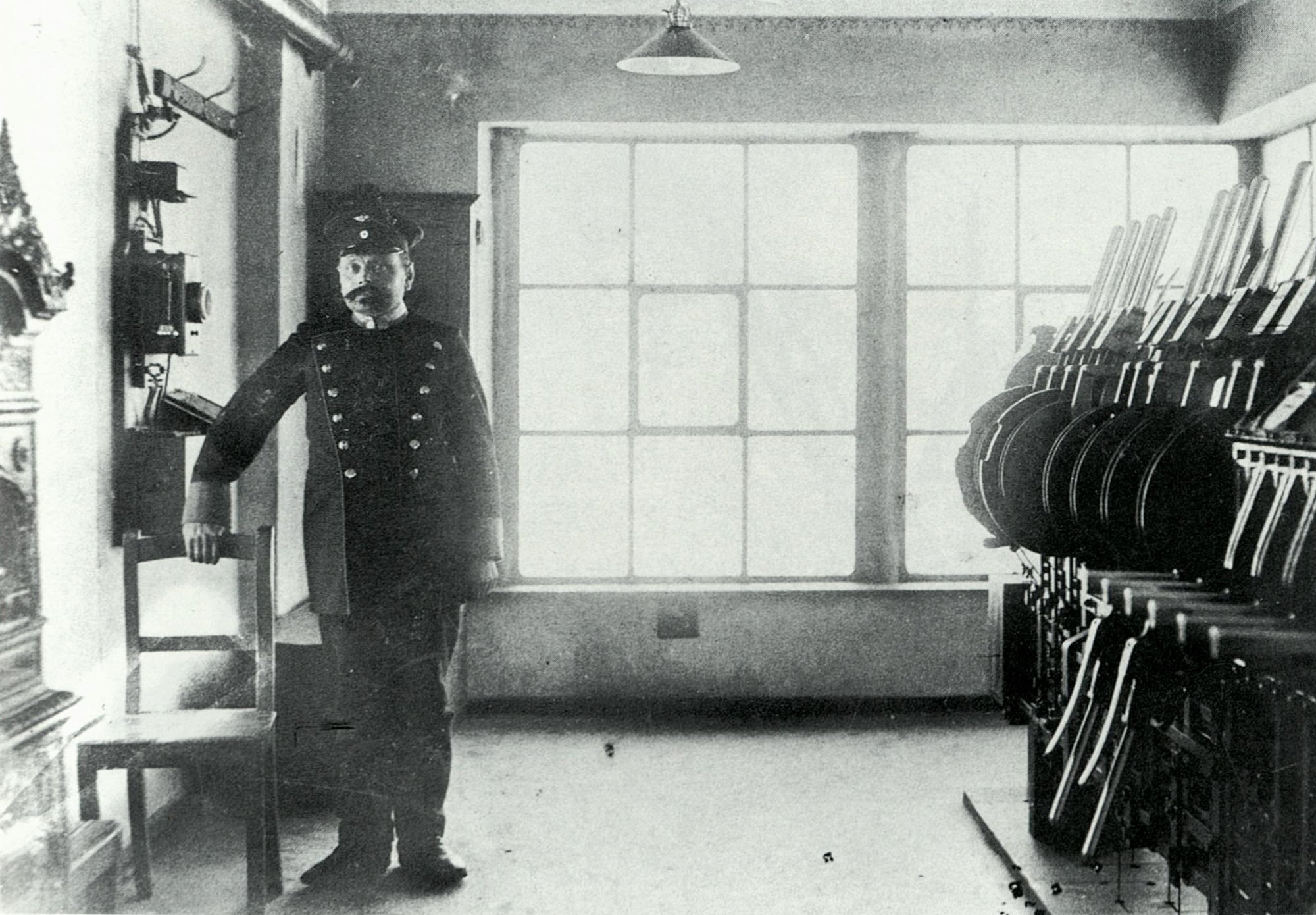
Weichenwärter in einem der Wärterstellwerke (um 1902)

Bis 1902 stellten Wechselwärter die Weichen und Signale des Bahnhofs vor Ort. Von 1902 bis 1903 zentralisierten die Königlich Bayerischen Staatseisenbahnen die Weichen- und Signalbedienung und statteten den Bahnhof mit zwei Wärterstellwerken und einem Befehlsstellwerk der Bauart Krauss aus. Für die Wärterstellwerke errichteten sie am West- und Ostkopf des Bahnhofs gegenüber den Wechselwärterhäusern zwei zweigeschossige Stellwerkstürme mit Walmdach in Sichtziegelbauweise. Das Befehlsstellwerk wurde im neuen Ostflügel des Empfangsgebäudes untergebracht.
Am 10. Oktober 1967 nahm die Deutsche Bundesbahn anstelle der bisherigen Stellwerke ein neues Spurplandrucktastenstellwerk der Siemens-Bauart Sp Dr S60 in Betrieb. Gleichzeitig ersetzte sie die Formsignale des Bahnhofs durch Lichtsignale nach dem H/V-Signalsystem. Der westliche Stellwerksturm wurde abgebrochen, während der östliche weiterhin als Schrankenposten zur Bedienung des Bahnübergangs der Finsinger Straße diente. Mit dem Ersatz des Bahnübergangs durch eine Unterführung brach die Deutsche Bundesbahn den östlichen Stellwerksturm 1983 ab.

## Verkehr

### Personenverkehr
Im ersten regulären Fahrplan 1872 hielten am Bahnhof Schwaben täglich zwei Postzugpaare und ein Güterzugpaar mit Personenbeförderung von München nach Simbach. Von Schwaben nach Erding verkehrten ab Eröffnung der Vizinalbahn täglich drei Zugpaare. In den folgenden Jahren erhöhte sich die Zahl der Züge; ab 1895 verkehrten am Bahnhof Schwaben fünf Personenzugpaare München–Simbach. 1899 kam der Halt eines Schnellzugpaares von München nach Simbach hinzu.
Mit Einführung des Vorortverkehrs endeten ab 1897 täglich sieben Vorortzugpaare aus München Ost in Schwaben. Zwischen Schwaben und Erding fuhren 1899 täglich sechs Zugpaare. Bis 1914 erweiterten die Bayerischen Staatseisenbahnen den Vorortverkehr auf neun Zugpaare, von denen ab 1910 einzelne über den Bahnhof Schwaben hinaus nach Erding durchgebunden wurden. Ab Anfang der 1920er Jahre band die Deutsche Reichsbahn alle Vorortzüge von München Ost nach Erding durch, sodass das Umsteigen in Schwaben entfiel. 1925 hielten täglich fünf Personenzugpaare von München nach Mühldorf und Simbach, zwei Eilzugpaare von München nach Mühldorf und fünf Zugpaare des Vorortverkehrs von München Ost nach Erding. In den 1930er Jahren erhöhte die Deutsche Reichsbahn das Zugangebot: 1939 bedienten den Bahnhof sieben Personenzugpaare und zwei Eilzugpaare in Richtung Mühldorf, im Vorortverkehr gab es zehn Zugpaare von München Ost nach Erding und fünf von München Ost nach Markt Schwaben.
In den 1950er und 1960er Jahren stieg das Verkehrsaufkommen vor allem im Vorortverkehr stark an. 1966 hielten in Markt Schwaben an Werktagen acht Personenzüge und zwei Eilzüge von München nach Mühldorf, elf Vorortzüge von München nach Erding und sieben von München nach Markt Schwaben. Mit der Einführung des S-Bahn-Verkehrs wurde der Bahnhof ab 1972 im 40-Minuten-Takt, in der Hauptverkehrszeit im 20-Minuten-Takt, durch die Linie S 6 von Tutzing nach Erding bedient. Ergänzend zu den durchgehenden Eilzügen begannen und endeten in Markt Schwaben fortan sechs Nahverkehrszugpaare im S-Bahn-Anschlussverkehr nach Mühldorf. Seit Dezember 2002 bedient die Südostbayernbahn den Bahnhof im Stundentakt mit durchgehenden Regionalbahnen von München nach Mühldorf, die in der Hauptverkehrszeit durch Verstärkerzüge ergänzt werden. Im S-Bahn-Verkehr fährt über Markt Schwaben seit 2004 anstelle der S 6 die Linie S 2 von Petershausen nach Erding.
| Linie | Verlauf | Taktfrequenz    |
| ----- | --- | --------------- |
| RB 40 | München Hbf – Markt Schwaben – Dorfen Bahnhof – Mühldorf (Oberbay) | Stundentakt     |
| S2    | Petershausen – Vierkirchen-Esterhofen – Röhrmoos – Hebertshausen – Dachau / Altomünster – Kleinberghofen – Erdweg – Arnbach – Markt Indersdorf – Niederroth – Schwabhausen – Bachern – Dachau Stadt – Dachau – Karlsfeld – Allach – Untermenzing – Obermenzing – Laim – Hirschgarten – Donnersbergerbrücke – Hackerbrücke – Hauptbahnhof – Karlsplatz (Stachus) – Marienplatz – Isartor – Rosenheimer Platz – Ostbahnhof – Leuchtenbergring – Berg am Laim – Riem – Feldkirchen – Heimstetten – Grub – Poing – Markt Schwaben – Ottenhofen – St. Koloman – Aufhausen – Altenerding – Erding | 20-Minuten-Takt |

### Güterverkehr
In den ersten Betriebsjahren führten die Bayerischen Staatseisenbahnen den Güterverkehr am Bahnhof Schwaben mit Sammelgüterzügen zwischen München und Simbach durch. Als Übergangsstation zur Vizinalbahn nach Erding fanden in Schwaben umfangreiche Rangierarbeiten statt. Im örtlichen Güterverkehr war die Station hingegen von eher geringer Bedeutung. Im Betriebsjahr 1884 gingen von Schwaben 6026 Tonnen Güter ab und 1917 Tonnen Güter kamen an; zudem wurden 6094 Tiere, vor allem Rinder, Schafe und Schweine, versandt. Bis 1904 stieg das Güterverkehrsaufkommen auf 9930 Tonnen versandte und 16.893 Tonnen empfangene Güter sowie 7108 versandte Tiere an.
Ab den 1880er Jahren gab es im Bahnhof Schwaben private Gleisanschlüsse. Ab etwa 1920 waren vier Gleisanschlüsse vorhanden, die zwei Sägewerke im Nordwesten und Südosten, eine Porzellan- und Ziegelfabrik im Norden sowie eine Bimssteinfabrik im Nordwesten des Bahnhofs anbanden. Die Deutsche Reichsbahn führte ab den 1920er Jahren bei Bedarf einen eigenen Nahgüterzug von München Ost Rbf nach Schwaben. Für die Rangierarbeiten war ab Mitte der 1930er Jahre eine Kleinlokomotive in Markt Schwaben stationiert, die nach der Einstellung der Nahgüterzüge zudem Übergabefahrten zu den Nachbarbahnhöfen Poing und Hörlkofen und zur Haltestelle Ottenhofen übernahm. Ab Mitte der 1970er Jahre führte die Deutsche Bundesbahn den Güterverkehr nach Markt Schwaben mit Übergabezügen aus München Ost Rbf durch und zog die Kleinlokomotive ab. Bis in die 1980er Jahre wurden alle Gleisanschlüsse aufgegeben. Heute wird der Bahnhof Markt Schwaben im Güterverkehr nicht mehr bedient.